# Jon McLaughlin (Fußballspieler)
Jonathan „Jon“ Peter McLaughlin (* 9. September 1987 in Edinburgh) ist ein schottischer Fußballtorhüter, der zuletzt bei den Glasgow Rangers unter Vertrag stand.

## Karriere

### Verein
Jon McLaughlin wurde im Jahr 1987 in der schottischen Hauptstadt Edinburgh geboren. Seine Fußballkarriere begann er im englischen Harrogate, 30 km südwestlich von Bradford. Dort spielte er im Non-League football für Harrogate Railway Athletic und Harrogate Town und studierte nebenbei im 25 km südlich gelegenen Leeds an der Beckett University. Im Mai 2008 wechselte er zum englischen Viertligisten Bradford City. Sein Debüt gab er im Alter von 18 Jahren am letzten Spieltag der Saison 2008/09 gegen den FC Chesterfield. Daraufhin wurde sein Vertrag um ein Jahr verlängert. Hinter Matt Duke war er bis zum Jahr 2010 zunächst Ersatztorhüter, bevor er ihm den Platz vermehrt streitig machen konnte. Im Jahr 2013 erreichte McLaughlin mit Bradford das Ligapokalfinale, das gegen Swansea City verloren wurde. Nachdem Duke die Rote Karte gesehen hatte, wurde der Schotte für Nahki Wells eingewechselt. Im gleichen Jahr gelang der Aufstieg in die 3. Liga. Nach dem Aufstieg hatte McLaughlin die Stammtorhüterposition übernommen und absolvierte sämtliche 46 Ligaspiele. Nach 118 Ligaeinsätzen verließ er am Ende der Spielzeit 2013/14 den Verein. Er unterschrieb danach einen Vertrag beim Viertligisten Burton Albion. Mit dem Verein gelang ihm 2015 als Stammtorhüter der Gewinn der Ligameisterschaft und dem damit verbundenen Aufstieg in die Dritte englische Liga. Im August 2017 wechselte der Torwart in seine Geburtsstadt und unterschrieb einen Einjahresvertrag bei Heart of Midlothian aus der Scottish Premiership. Nachdem der Vertrag ausgelaufen war, wechselte er zum englischen Drittligisten AFC Sunderland.
Am 23. Juni 2020 wechselte er zu den Glasgow Rangers. Gleich in der ersten Saison gewann er mit den Rangers die schottische Meisterschaft. McLaughlin kam dabei elfmal zum Einsatz, als er den verletzten Stammtorhüter Allan McGregor vertrat.

### Nationalmannschaft
Jon McLaughlin wurde im März 2018 durch den neuen schottischen Nationaltrainer Alex McLeish, erstmals in den Kader der A-Nationalmannschaft für die Länderspiele gegen Costa Rica und Ungarn berufen. In den beiden Spielen kam der Torhüter nicht zum Einsatz. Sein Debüt gab er drei Monate später im Aztekenstadion gegen Mexiko. Zur Fußball-Europameisterschaft 2021 wurde er in den schottischen Kader berufen, kam aber mit diesem nicht über die Gruppenphase hinaus.

## Erfolge
mit Bradford City:
- Ligapokalfinale: 2013
- Aufstieg in die 3. Liga nach Playoffs: 2013

mit Burton Albion:
- Aufstieg in die 3. Liga als Viertligameister: 2015

mit Glasgow Rangers:
- Schottischer Meister: 2021
- Schottischer Pokalsieger: 2022
- UEFA-Europa-League-Finalist: 2022